# Маргарита, принцесса Бурбон-Пармская
Маргари́та Мари́я Беатри́с, принцесса Бурбон-Пармская (нидерл. Margarita Maria Beatriz, Prinses de Bourbon de Parme; 13 октября 1972, Неймеген, Нидерланды) — принцесса Бурбон-Пармская.

## Биография
Маргарита Мария Беатрис, принцесса Бурбон-Пармская, родилась 13 октября 1972 года в Неймегене (Нидерланды) в семье герцога Пармского Карлоса-Уго (1930—2010) и Ирены Нидерландской (род.1939), которые были женаты в 1964—1981 годах.
У принцессы Маргариты есть два брата-принца: старший Карлос, герцог Пармский (1970 года рождения) и брат-близнец Хайме, граф Барди (младше Маргариты на минуту); а также младшая сестра Каролина, принцесса Бурбон-Пармская (1974 года рождения).
Её крестными были королева Нидерландов Беатрикс (тетка по материнской линии) и принц Сикст Генрих Бурбон-Пармский (дядя по отцу). Маргарита — старшая внучка королевы Юлианы и принца-консорта Бернарда Липпе-Бистерфельдского.
В 1981 году её родители развелись. Вместе с матерью, братьями и сестрой она переехала из Испании в Нидерланды, где проживала вместе с бабкой и дедом, королевой Юлианой и принцем Бернардом в Барне. Позднее она переехала в Вейк-бей-Дюрстеде. Маргарита изучала антропологию в Амстердамском свободном университете и является дизайнером интерьеров. Она изучала архитектурный дизайн в Гааге.
2 сентября 1996 года принцесса Маргарита получила от своего отца титул графини ди Колорно (Колорно — город в Италии). В том же году королева Нидерландов Беатрикс включила Маргариту в состав голландской знати с титулом «принцесса де Бурбон де Парме» и стилем «Её Королевское Высочество».

## Первый брак и споры
19 июня 2001 года принцесса Маргарита вышла замуж за предпринимателя Эдвина Карела Виллема де Рой Ван Зёйдевейна (род. 19 июня 1966), члена голландской патрицианской[уточнить] семьи. Гражданская церемония бракосочетания состоялась в Амстердаме, а католическая церемония прошла 22 сентября 2001 года в кафедральном соборе Аух во Франции, под руководством Рональда Филиппа Бэра, бывшего епископа Роттердамского.
В 2003 году Маргарита и её муж обвинили в СМИ голландский королевский дом и голландские спецслужбы в препятствовании деятельности компании Fincentives, принадлежавшей Рою Вану Зёйдевейну. Они также заявили, что их телефонные разговоры тайно прослушиваются.
Супруги жили в замке Бартас в Сен-Жорже (Жер, Франция). Но к 2004 году Маргарита стала чаще находиться в Амстердаме. 13 августа 2004 года стало известно, что она подала на развод. 8 ноября 2006 года супруги были разведены. В браке не было детей.
Из-за своей ссоры с голландской королевской семьей принцесса Маргарита не была приглашена на свадьбу своего кузена Виллема-Александра, принца Оранского, с Максимой Черрути и на похороны своего дяди, принца Клауса Нидерландского. Но после развода с Роем Ван Зейдевейном отношения Маргариты с королевской семьей стали улучшаться.

## Второй брак и дети
3 мая 2008 года принцесса Маргарита вторично вышла замуж за юриста Тьяллинга Сибе тен Кате (род. 23 декабря 1975, Дордрехт), который был членом голландской патрицианского рода . У супругов было двое детей:
- Юлия Каролина Катарина тен Кате (род. 3 сентября 2008, Амстердам)[10].
- Паола Сесилия Лаурентина тен Кате (род. 25 февраля 2011, Гаага)[11]. Её крестная мать — принцесса Лаурентин Нидерландская.

В настоящее время принцесса Маргарита с мужем и детьми проживает в Амстердаме.
Принцесса Маргарита Бурбон-Пармская, является крестной матерью трёх своих племянниц: принцессы Сесилии Бурбон-Пармской (дочери её брата Карла, герцога Пармского), принцессы Клары Зиты Бурбон-Пармской (дочери её брата-близнеца Хайме, графа Барди) и Алайи-Марии Бреннинкмейер, дочери её сестры, принцессы Каролины, маркизы Сала.

## Титулы и стили
- 13 октября 1972 года — 2 сентября 1996 года: «Её Королевское Высочество Принцесса Маргарита Бурбон-Пармская»
- 2 сентября 1996 — настоящее время: «Её Королевское Высочество Принцесса Маргарита Бурбон-Пармская, графиня Колорно»[4][12].

## Награды
- Бурбон-Пармский дом: Кавалер Священного военного Константиновского ордена Святого Георгия[13]
- Бурбон-Пармский дом: Кавалер Большого Креста Ордена Святого Людовика за гражданские заслуги[14]
- Нидерланды: Получать Медали Короля Виллема-Александра.